# The Debt Collector 2
The Debt Collector 2 (conocida en España como El cobrador de deudas 2) es una película de acción y comedia de 2020, dirigida por Jesse V. Johnson, que a su vez la escribió junto a  Stu Small, musicalizada por Sean Murray, en la fotografía estuvo Jonathan Hall y los protagonistas son Scott Adkins, Louis Mandylor y Vladimir Kulich, entre otros. El filme fue realizado por Compound B, DC2 Productions, Leverage Film Funding y Tarzana Productions, se estrenó el 29 de mayo de 2020.

## Sinopsis
Un par de recaudadores de deudas se ven inmersos en una realidad demasiado peligrosa, persiguiendo a unos malhechores mientras eluden a un jefe vengativo.